# Rheum
Rheum L. è un genere di piante erbacee perenni, rizomatose, appartenente alla famiglia delle Poligonacee, comprendente circa 60 specie diffuse in Europa e Asia, genericamente note con il nome di rabarbaro.

## Descrizione
Le specie del genere Rheum hanno un robusto rizoma carnoso da cui viene emesso ogni anno un nuovo apparato vegetativo che può raggiungere altezze anche superiori ai 200 cm.
Le foglie, di grandi dimensioni, sono in gran parte riunite in una rosetta basale, disposte con fillotassi alternata, con piccioli lunghi cilindrici e carnosi e lembo variabile da ovato-cordato a reniforme, semplice o palmato-lobato. Il margine è intero o dentato, più o meno ondulato.
I fiori sono ermafroditi, riuniti in pannocchie terminali lungamente peduncolate che possono raggiungere alcuni decimetri di lunghezza. I singoli fiori hanno simmetria raggiata, con perigonio composto da sei tepali di colore bianco o giallastro. Stami in numero di 6 o 9. Ovario supero, contenente un solo ovulo.
Il frutto è una noce trigona con spigoli prolungati in un'ala membranosa.

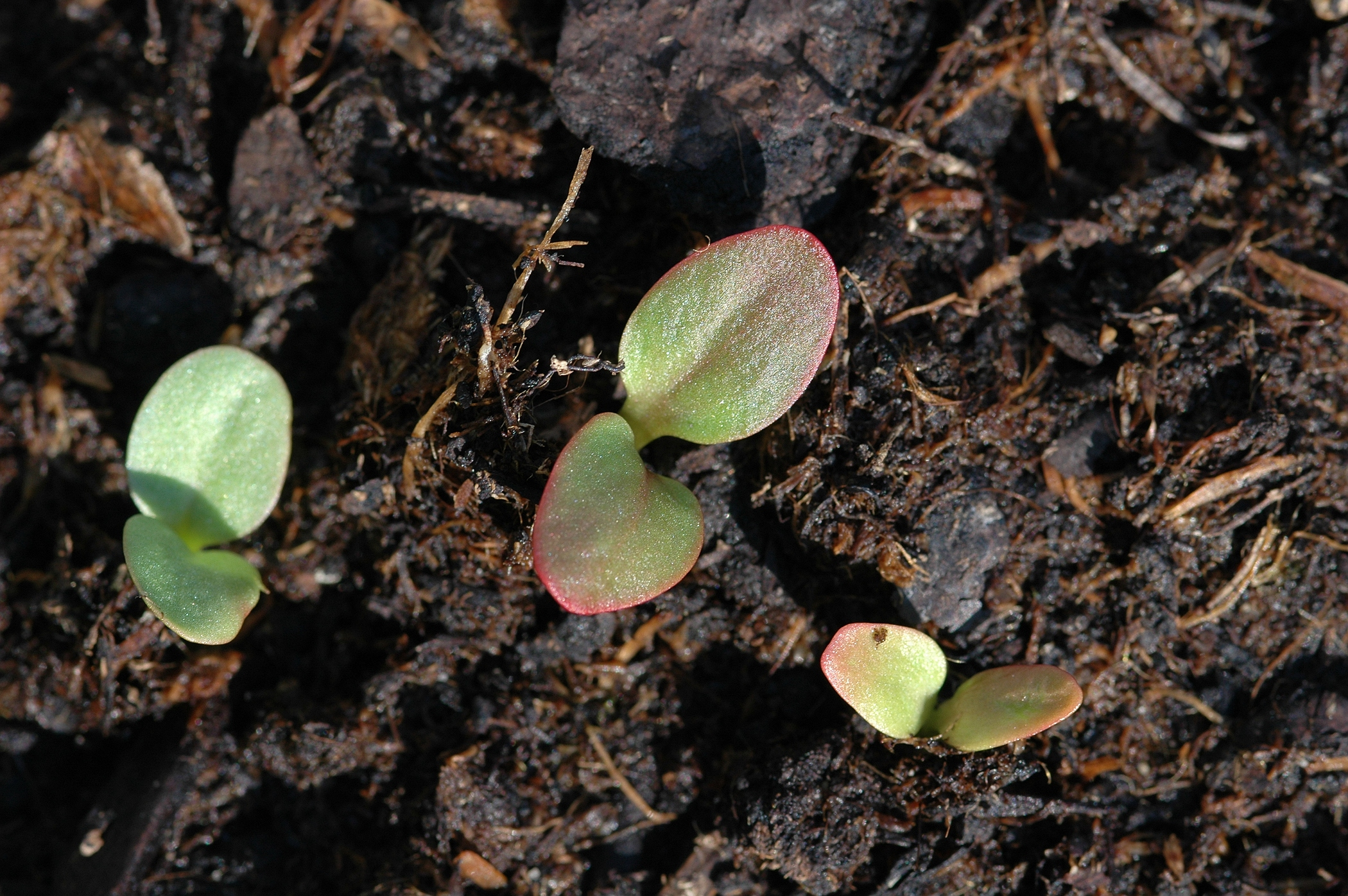
Germogli di Rheum rhabarbarum
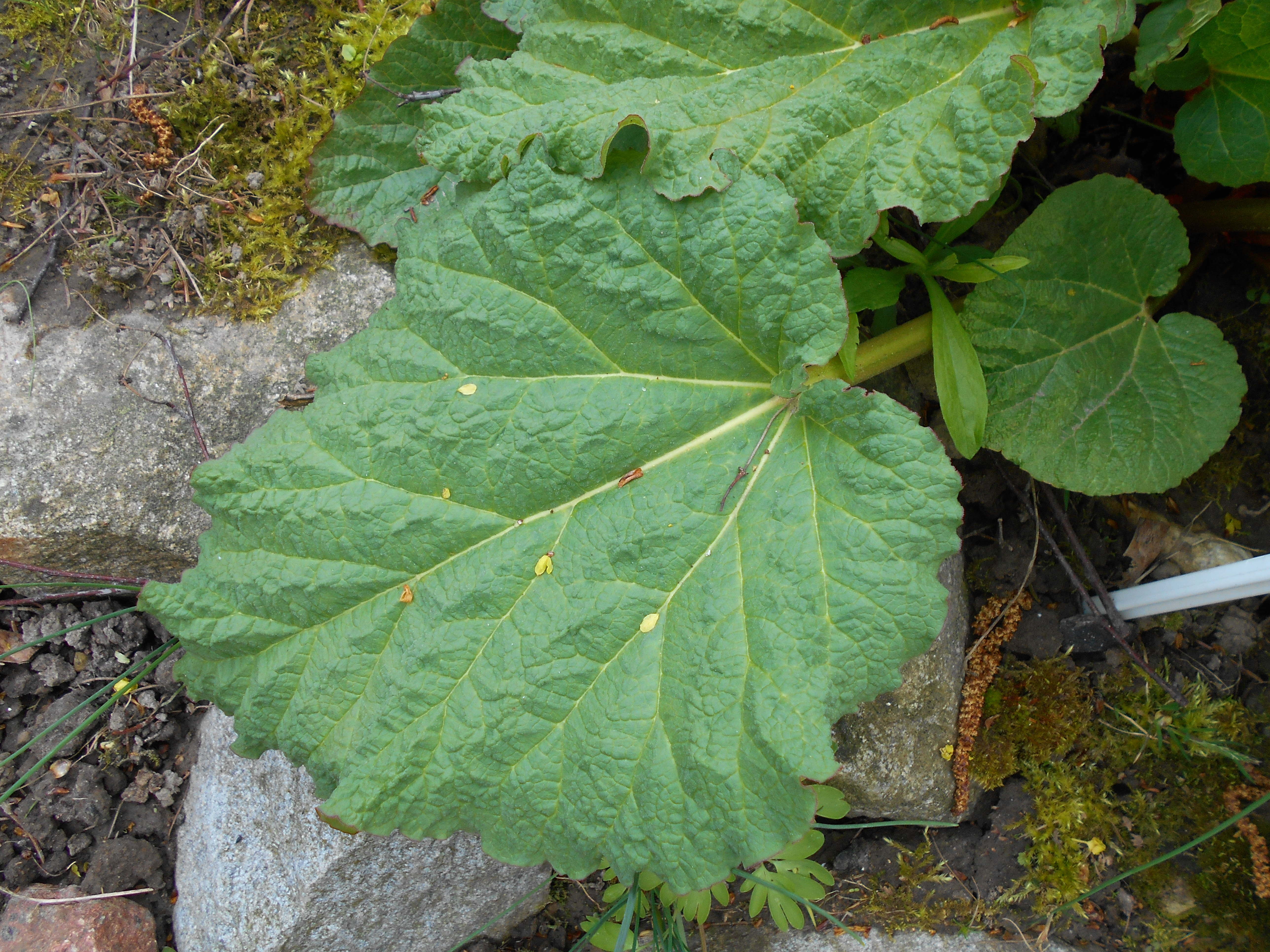
Foglie di Rheum spiciforme
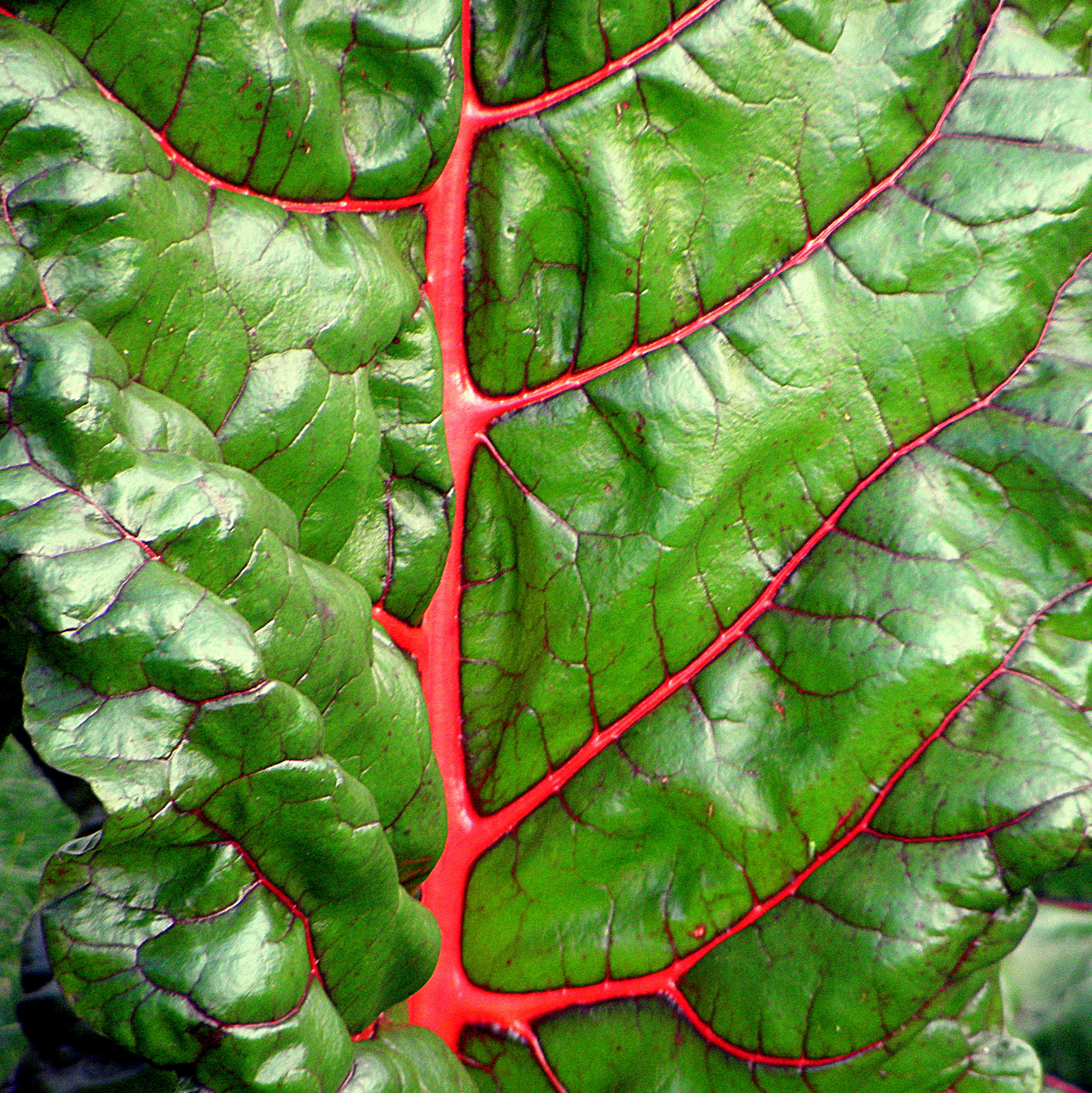
Ingrandimento delle venature nella foglia
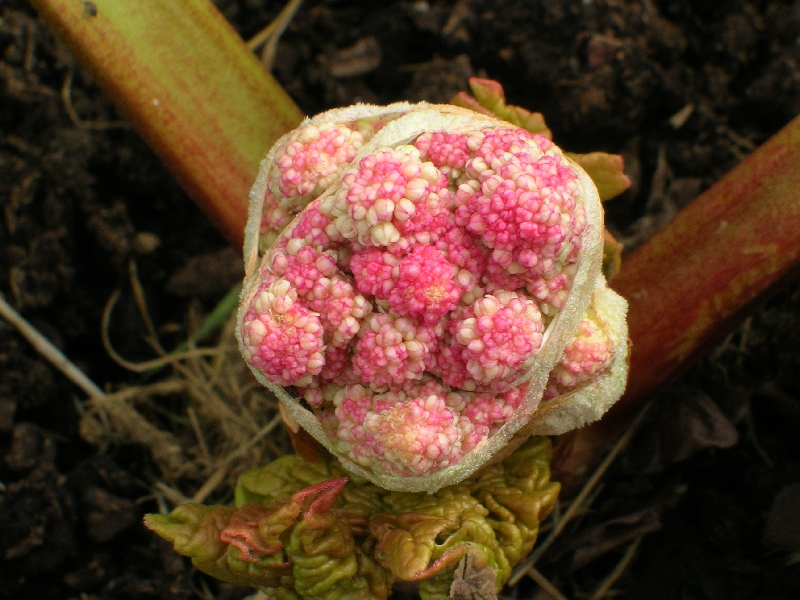
Boccioli di rabarbaro
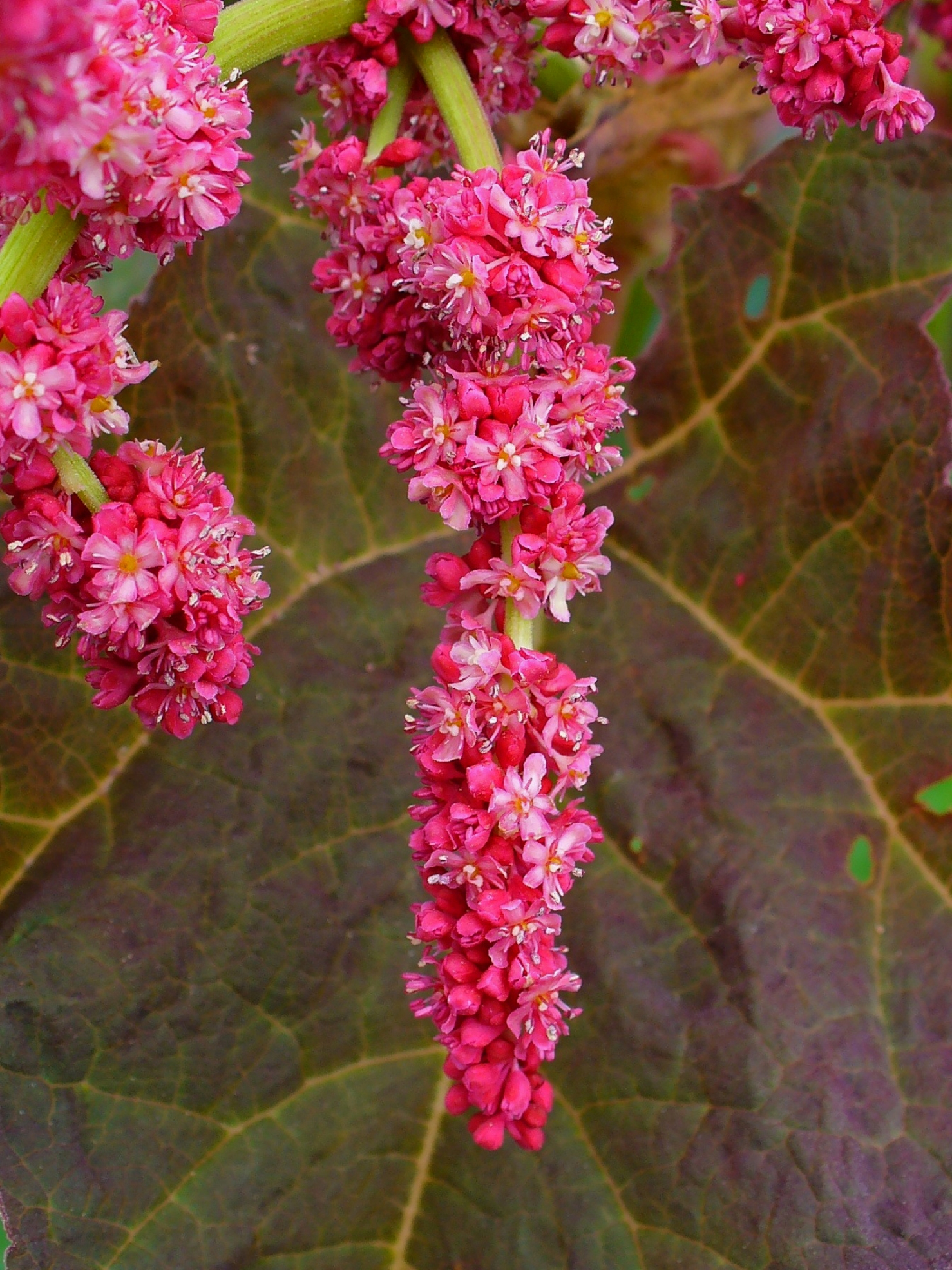
Fiori di Rheum palmatum
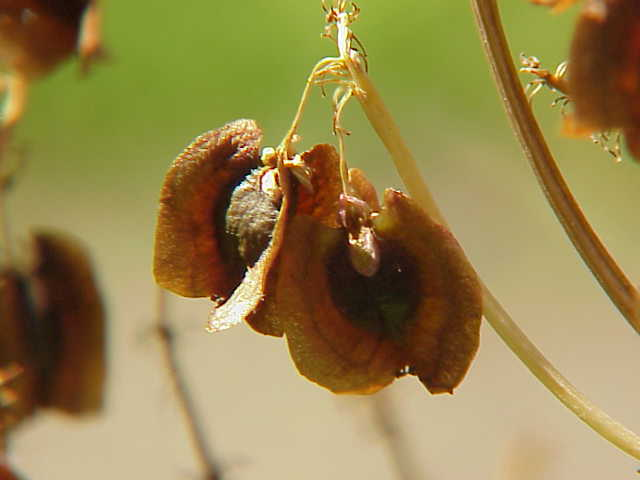
Frutti di Rheum rhaponticum
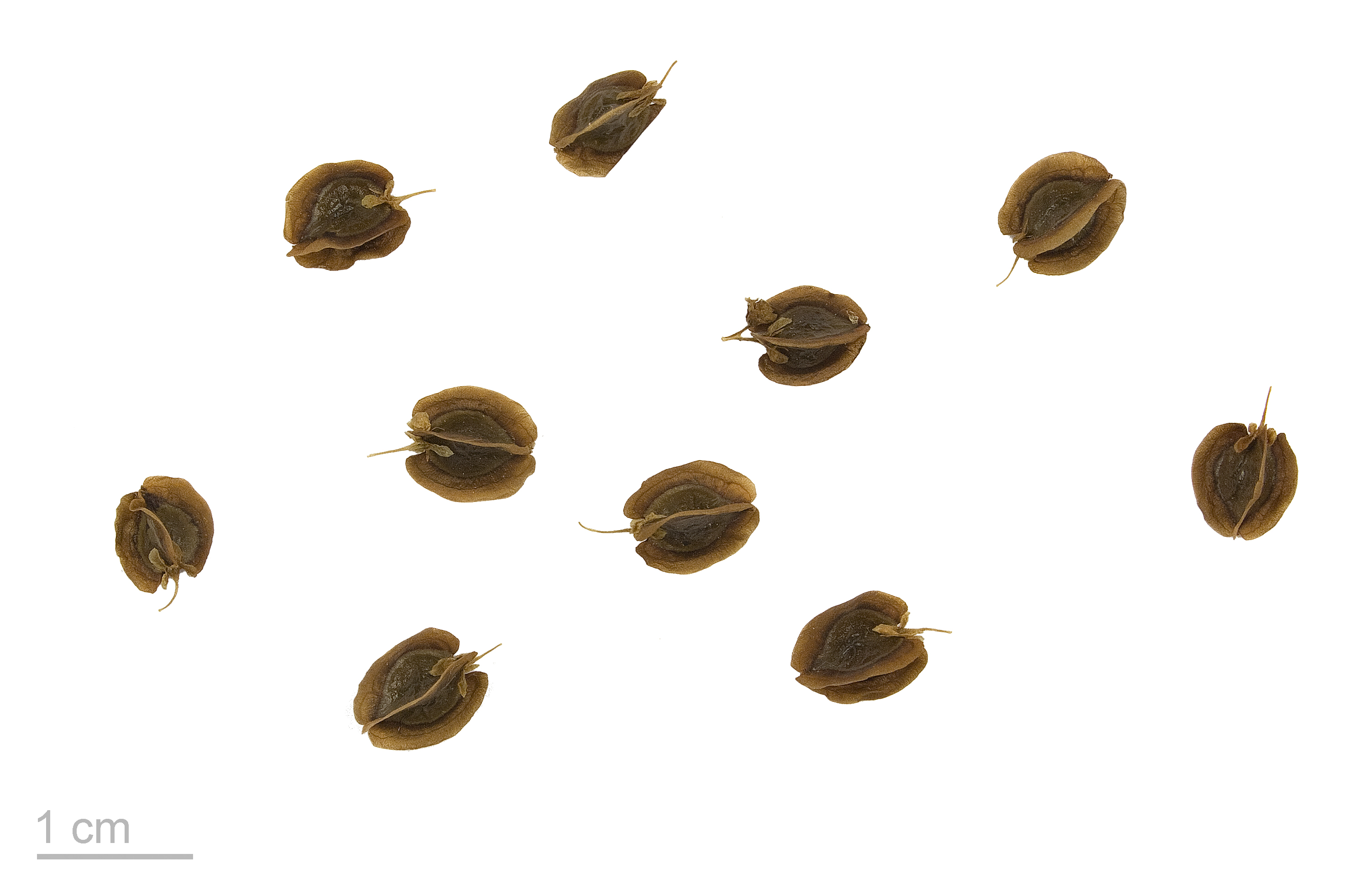
Frutti e semi di Rheum palmatum

## Tassonomia
Il genere comprende le seguenti specie:
- Rheum acuminatum Hook.f. & Thomson
- Rheum alexandrae Batalin
- Rheum australe D.Don
- Rheum austroiranicum Taheri & Assadi
- Rheum compactum L.
- Rheum cordatum Losinsk.
- Rheum coreanum Nakai
- Rheum darvasicum V.S.Titov ex Losinsk.
- Rheum delavayi Franch.
- Rheum fedtschenkoi Maxim. ex Regel
- Rheum forrestii Diels
- Rheum glabricaule Sam.
- Rheum globulosum Gage
- Rheum hissaricum Losinsk.
- Rheum hotaoense C.Y.Cheng & T.C.Kao
- Rheum inopinatum Prain
- Rheum iranshahrii Taheri & Assadi
- Rheum khorasanicum Baradaran & Jafari
- Rheum kialense Franch.
- Rheum kordestanicum Taheri & Assadi
- Rheum laciniatum Prain
- Rheum lhasaense A.J.Li & P.K.Hsiao
- Rheum likiangense Sam.
- Rheum lucidum Losinsk.
- Rheum macrocarpum Losinsk.
- Rheum maculatum C.Y.Cheng & T.C.Kao
- Rheum maximowiczii Losinsk.
- Rheum moorcroftianum Royle
- Rheum nanum Siev.
- Rheum neyshabourense Baradaran & Jafari
- Rheum nobile Hook.f. & Thomson
- Rheum officinale Baill.
- Rheum palaestinum Feinbrun
- Rheum palmatum L.
- Rheum persicum Losinsk.
- Rheum platylobum Rech.f.
- Rheum przewalskyi Losinsk.
- Rheum pumilum Maxim.
- Rheum racemiferum Maxim.
- Rheum rhabarbarum L.
- Rheum rhaponticum L.
- Rheum rhomboideum Losinsk.
- Rheum ribes L.
- Rheum spiciforme Royle
- Rheum subacaule Sam.
- Rheum sublanceolatum C.Y.Cheng & T.C.Kao
- Rheum × svetlanae Krassovsk.
- Rheum tanguticum (Maxim. ex Regel) Balf.
- Rheum tataricum L.f.
- Rheum telianum İlçim
- Rheum tibeticum Maxim. ex Hook.f.
- Rheum turkestanicum Janisch.
- Rheum uninerve Maxim.
- Rheum uzengukuushi Lazkov & H.J.Choi
- Rheum webbianum Royle
- Rheum wittrockii C.E.Lundstr.
- Rheum yunnanense Sam.

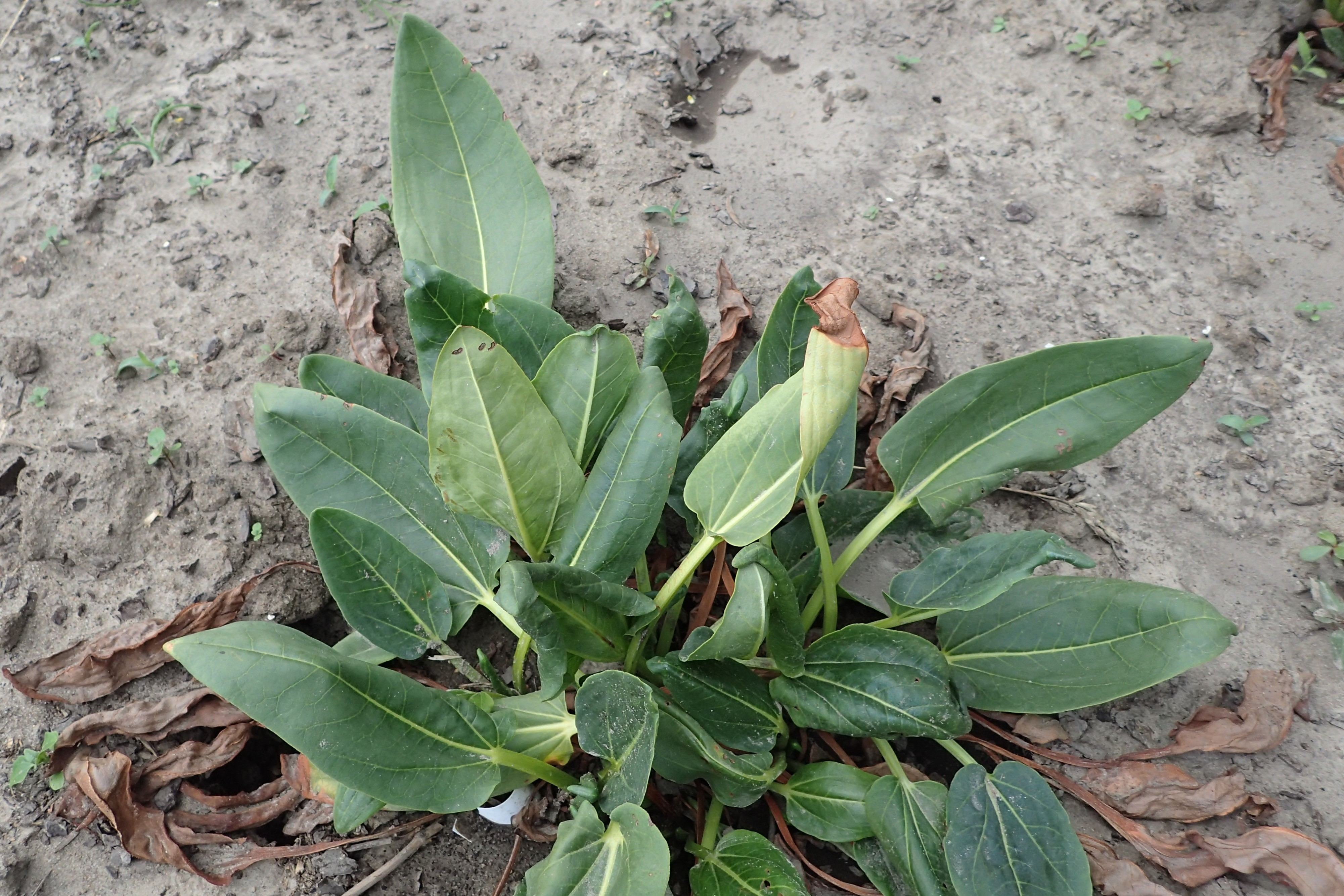
Rheum alexandrae
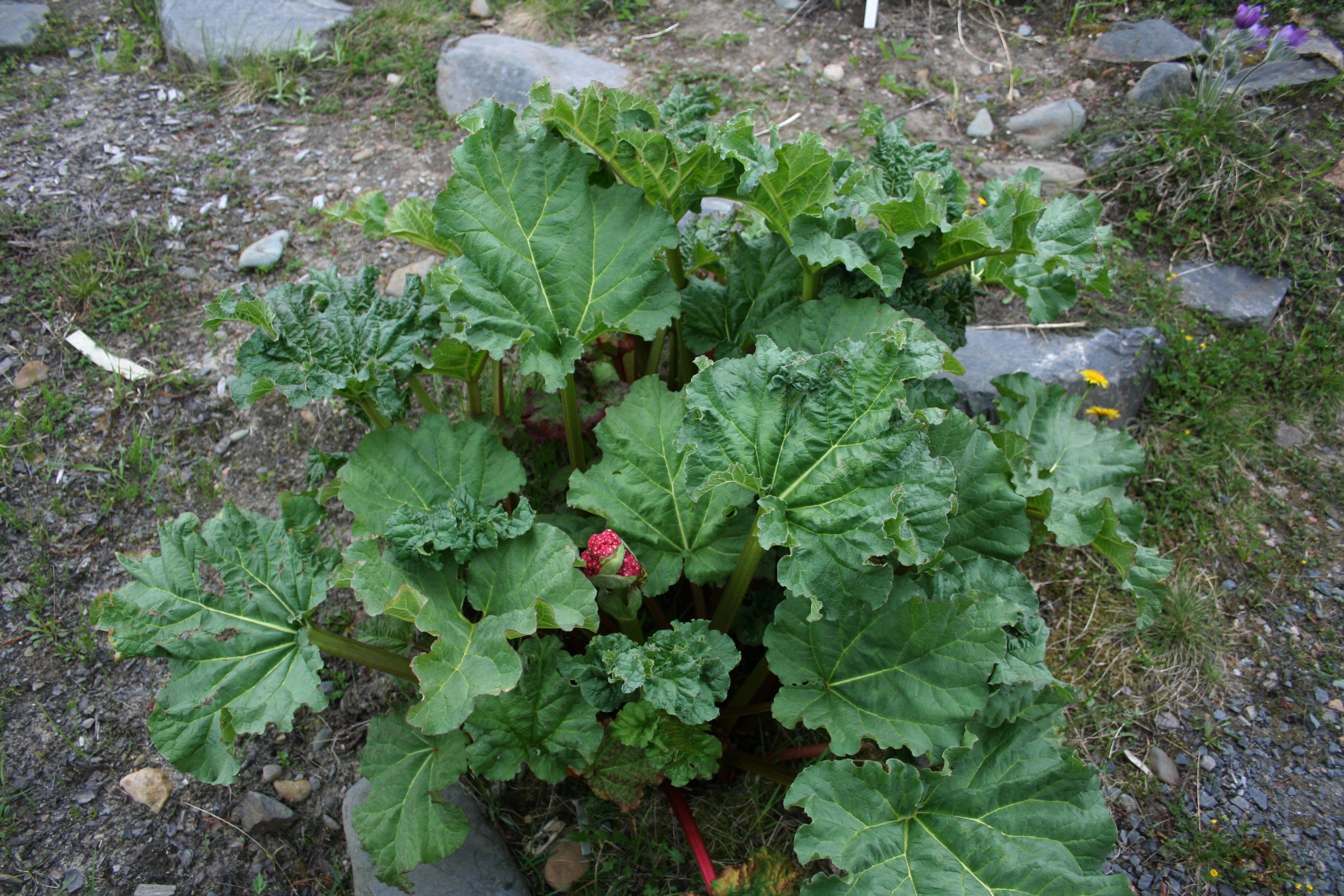
Rheum australe
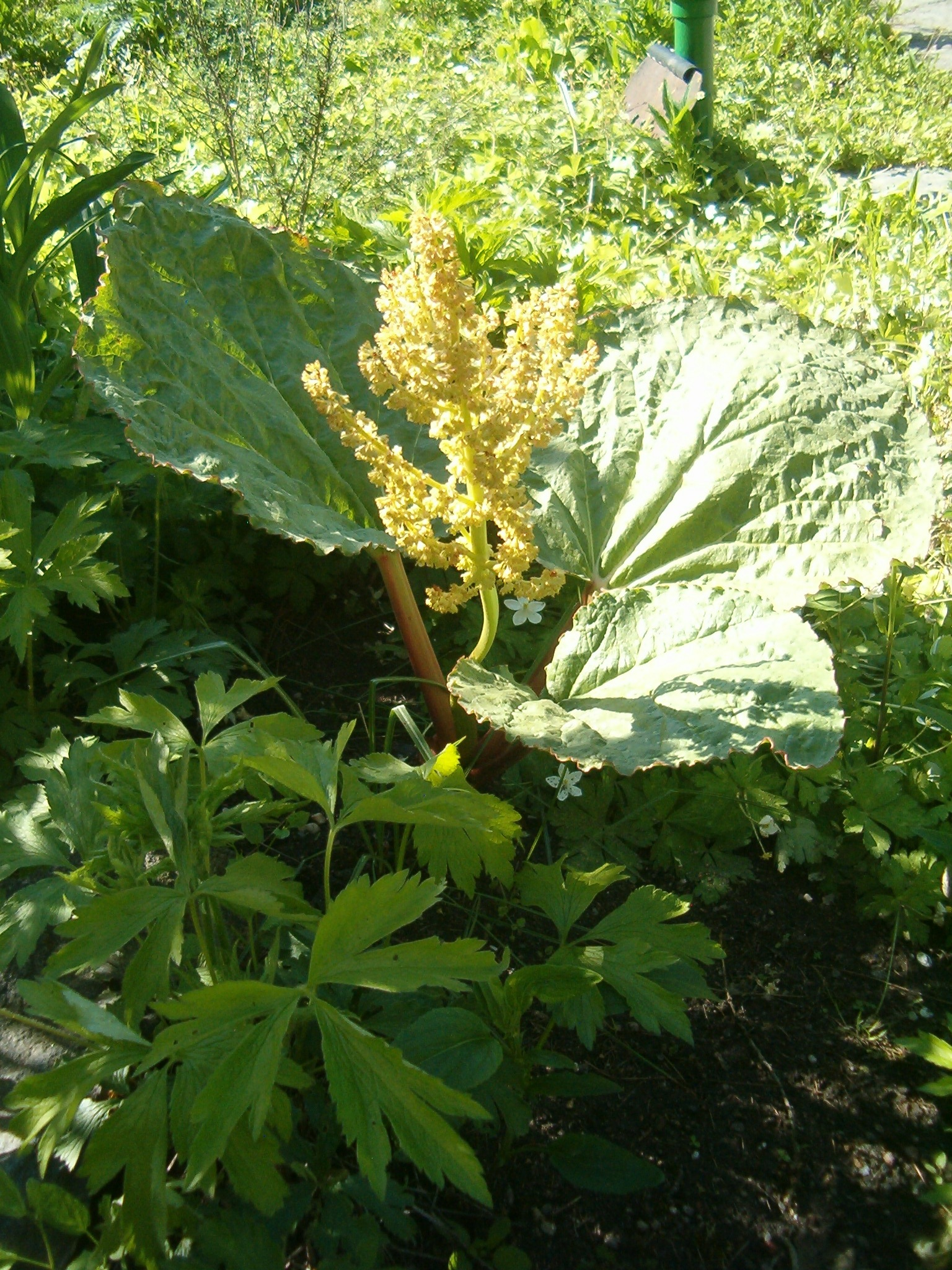
Rheum fedtschenkoi
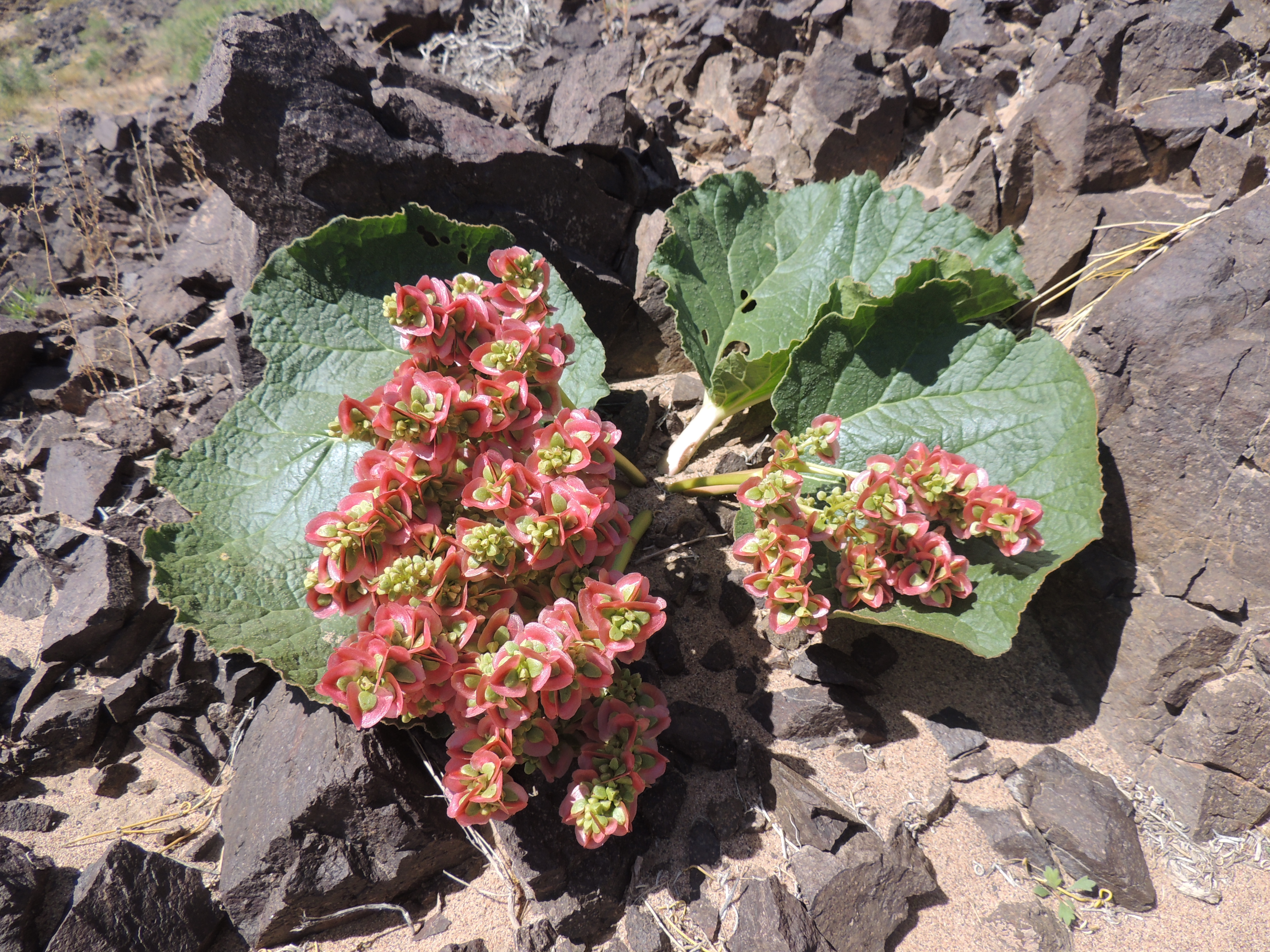
Rheum nanum
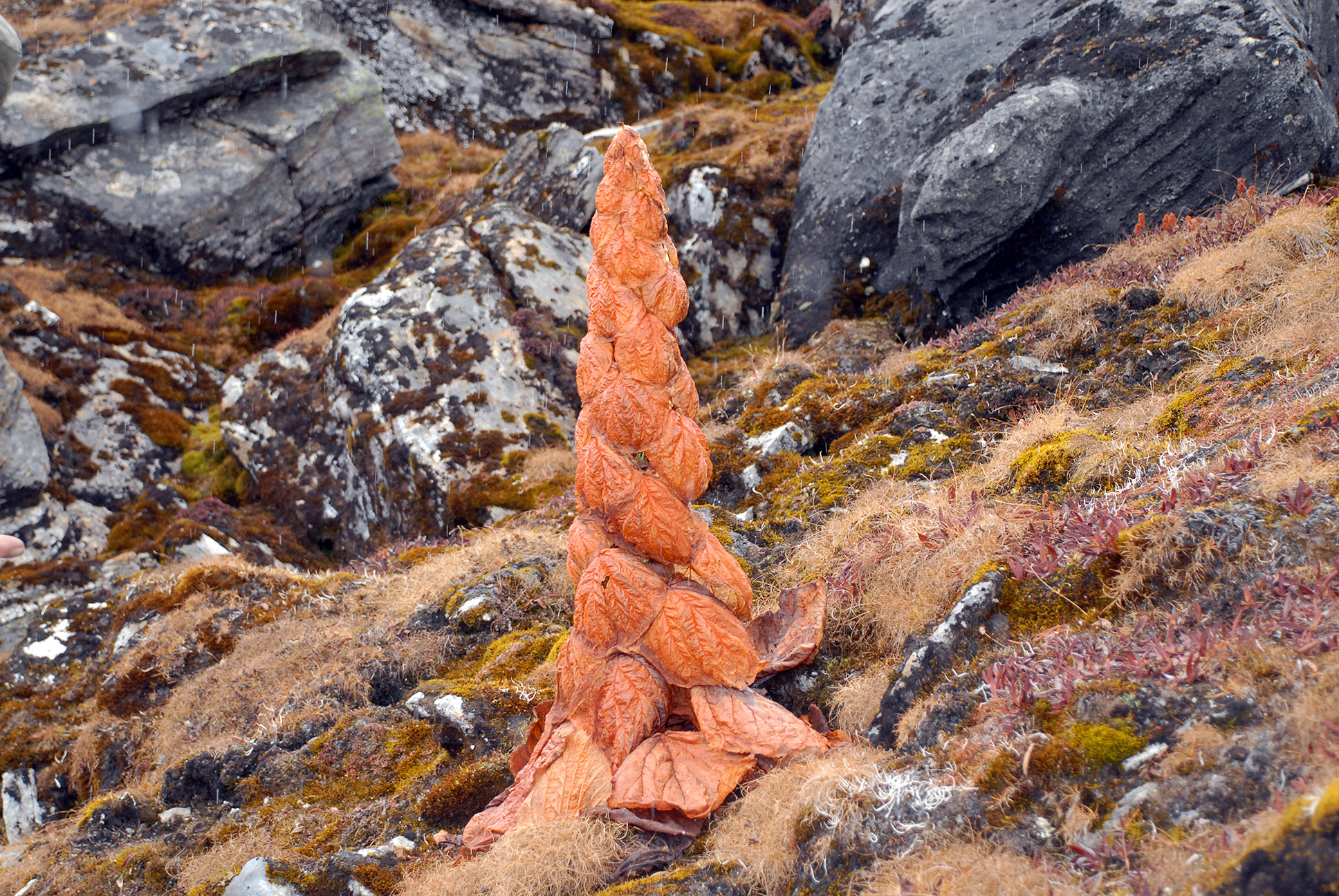
Rheum nobile
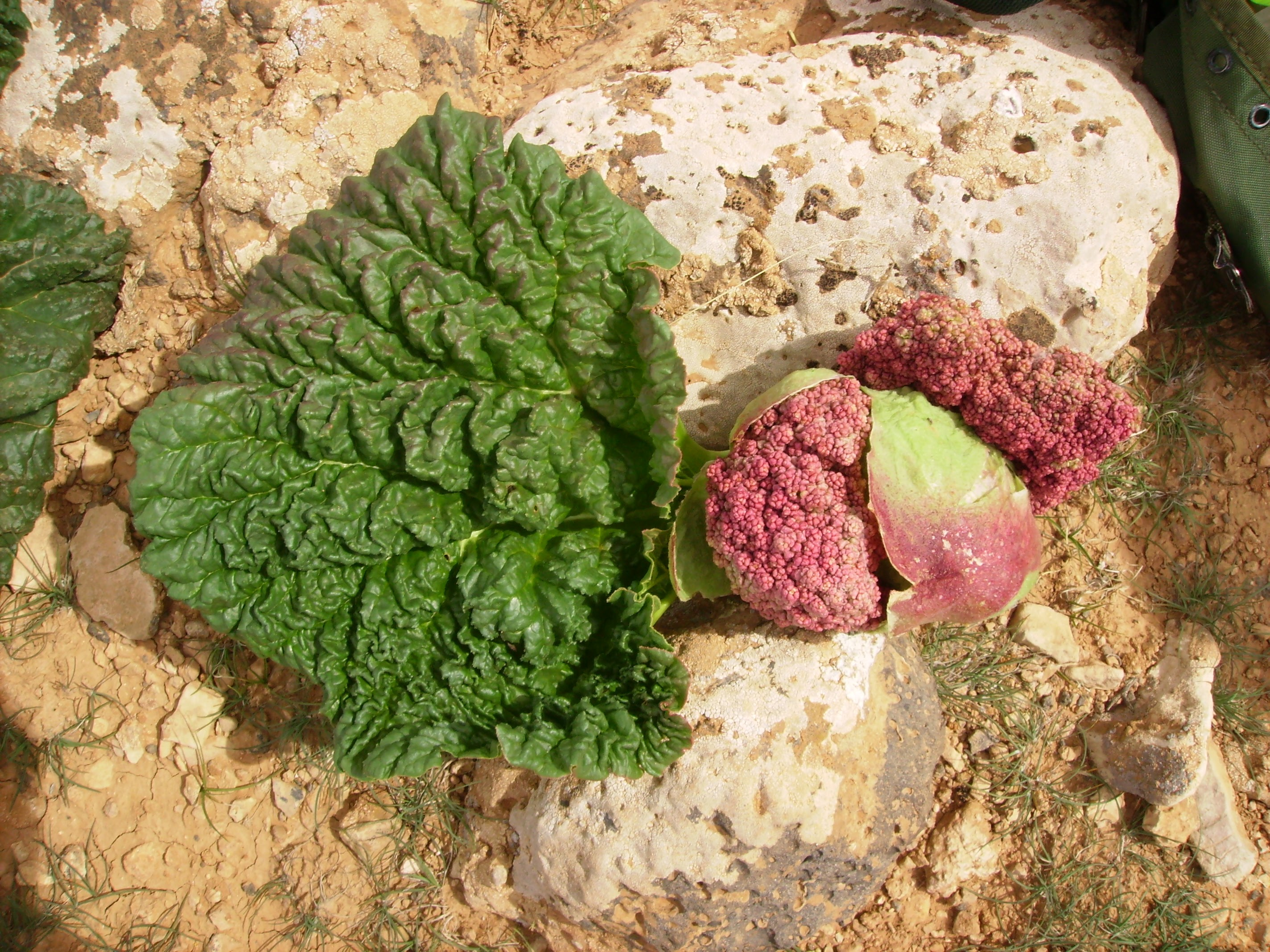
Rheum palaestinum
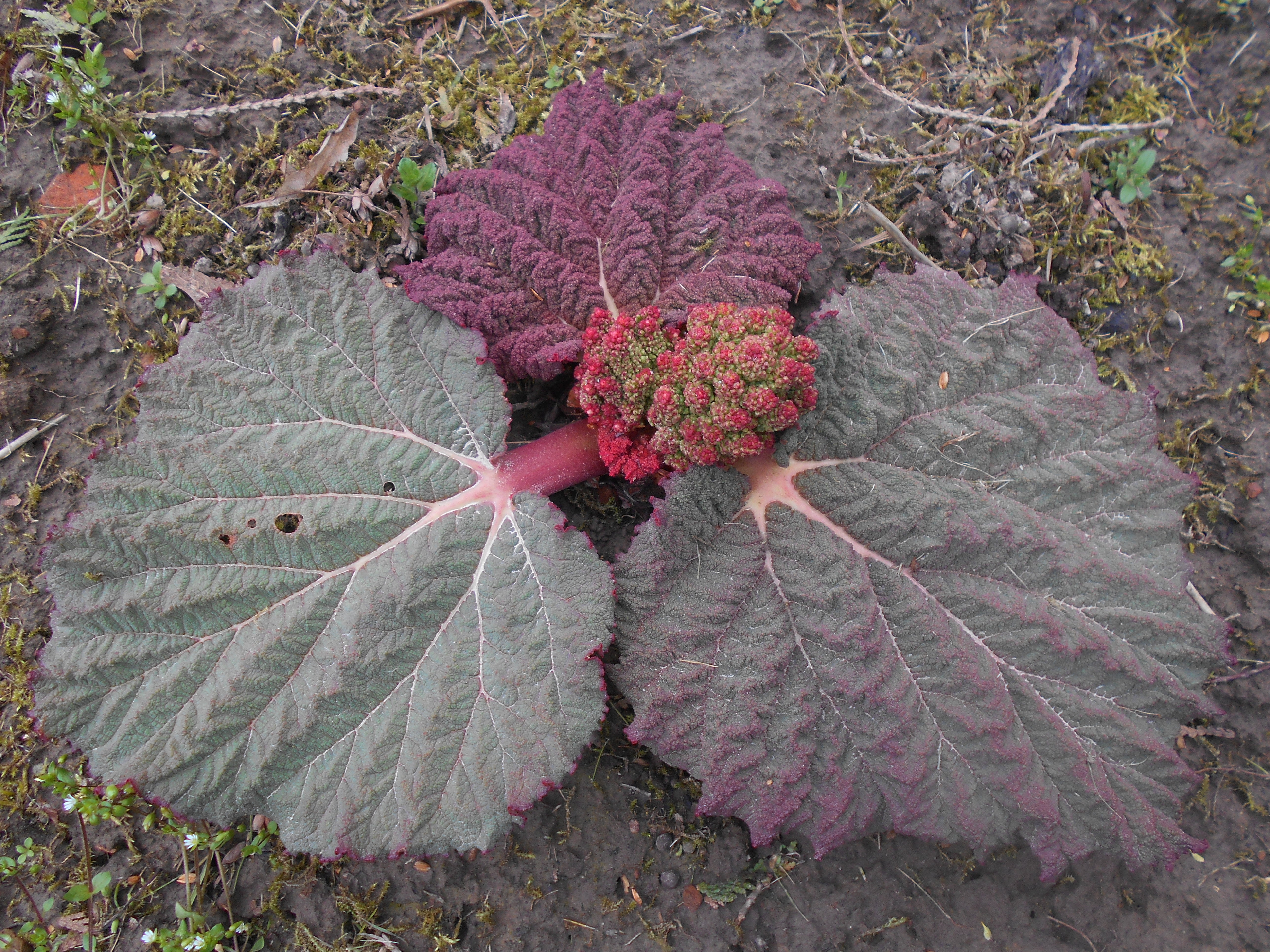
Rheum tibeticum

## Usi
L'uso del rabarbaro a scopo alimentare o medicinale ha origini antichissime in alcune popolazioni asiatiche. Sembra che i Cinesi lo usassero già dal 2700 a.C. e che rientrasse fra gli alimenti tradizionali delle popolazioni mongole. L'uso alimentare fra le popolazioni occidentali, soprattutto di cultura anglosassone, risale invece ad epoche più recenti, probabilmente introdotto a seguito dell'espansione coloniale delle superpotenze europee.
L'uso alimentare si limita ai piccioli fogliari carnosi, impiegati come ingrediente principale o secondario in varie pietanze, soprattutto per la preparazione di torte dolci o salate e confetture. Le foglie possono inoltre essere utilizzate come succedaneo degli spinaci, tuttavia l'uso è categoricamente sconsigliato a causa dell'elevato tenore in acido ossalico. Le foglie si raccolgono in genere nel periodo di maggio-giugno, preferibilmente dal secondo anno di vegetazione in poi.
L'uso medicinale del rabarbaro riguarda il rizoma. Sotto questo aspetto il rabarbaro per eccellenza s'identifica nella specie Rheum palmatum, più nota con il nome comune di Rabarbaro cinese. Le stesse proprietà del rabarbaro cinese possono tuttavia essere estese a tutto il genere, anche se possono esserci differenze nel tenore in principi attivi. Il rizoma si raccoglie da piante di oltre un anno d'età, viene decorticato e suddiviso in frammenti ed essiccato. La droga si presenta sotto forma di frammenti cilindrici o discoidali, duri, di difficile frantumazione. Come prodotto erboristico classico il rabarbaro si assume tal quale in polvere, come decotto, come estratto idroalcoolico.
In campo industriale è utilizzato nel settore farmaceutico per la produzione di farmaci. Nel settore liquoristico è impiegato come ingrediente base per la produzione di amari tonico-digestivi oppure come ingrediente correttore del sapore per aperitivi e amari a base d'erbe. L'uso del rabarbaro come ingrediente secondario è dovuto soprattutto al suo aroma gradevole che contribuisce a migliorare il bouquet dei preparati.

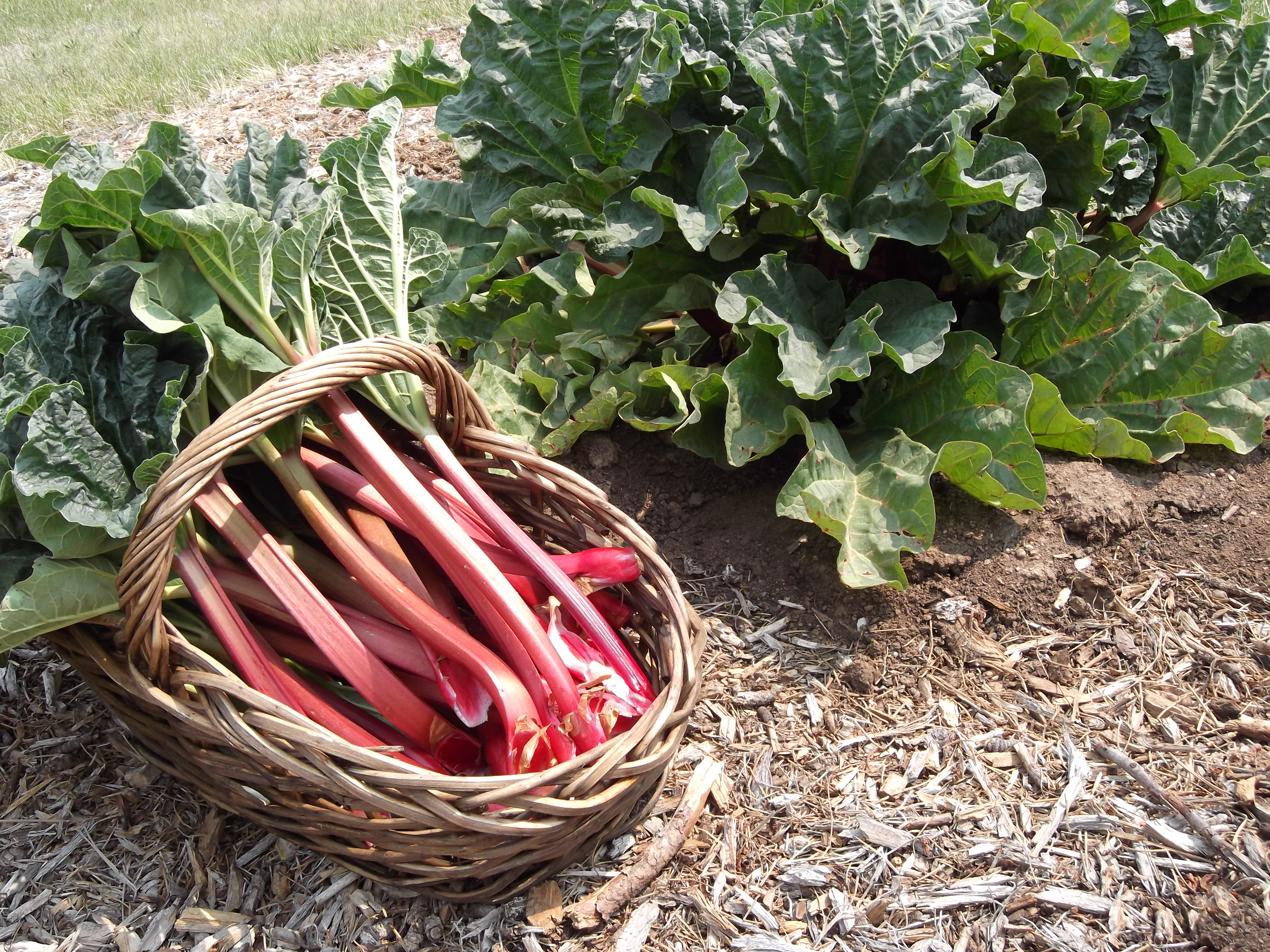
Rabarbaro appena raccolto
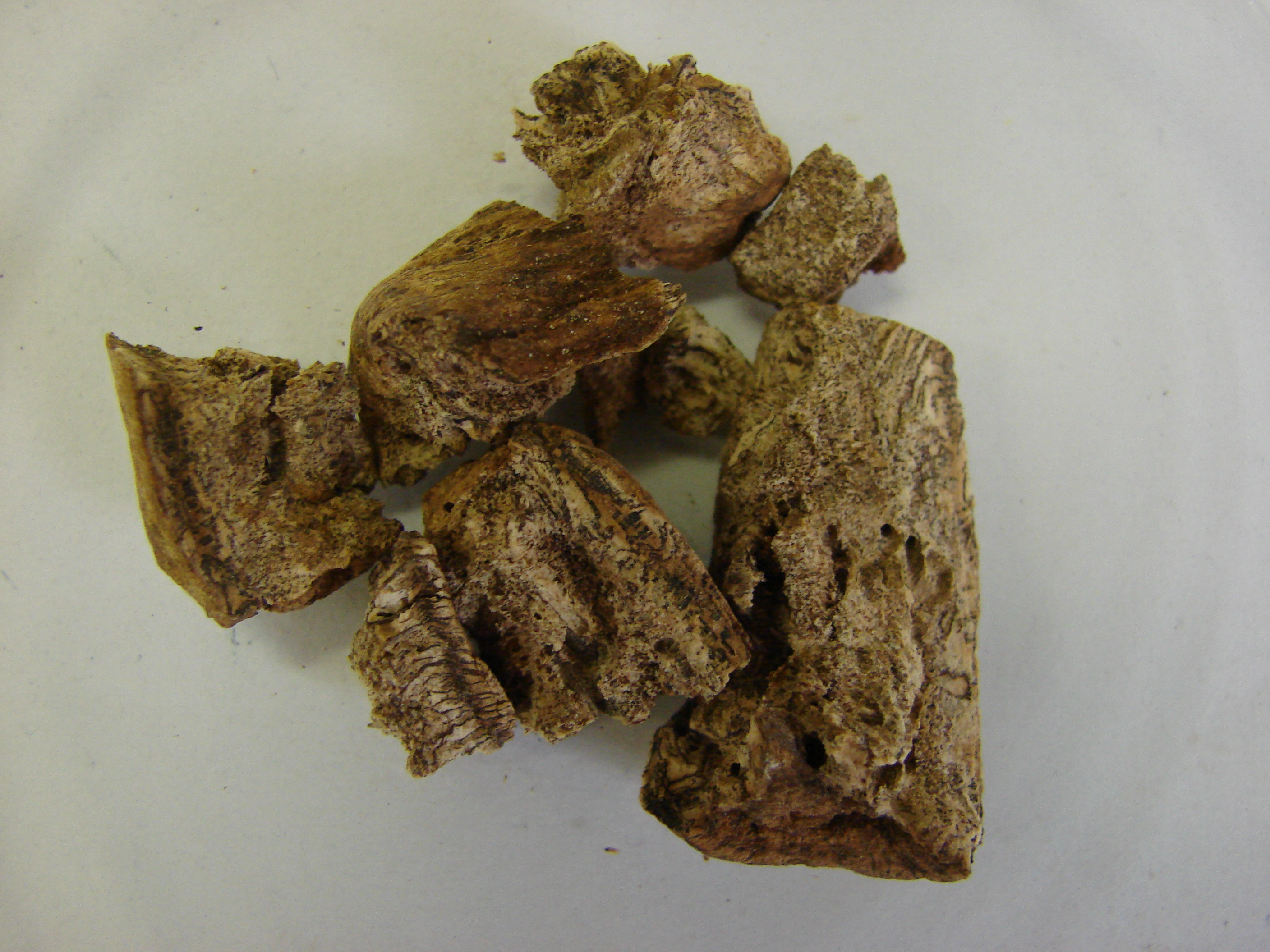
Rizomi essiccati di Rheum officinale
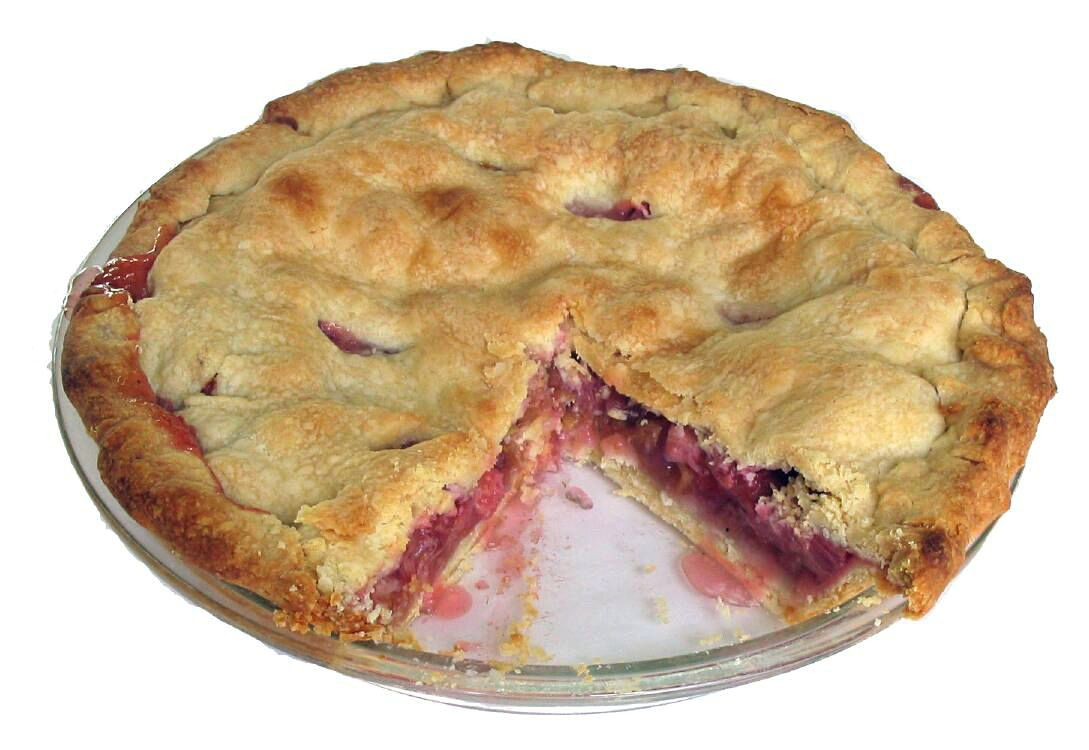
Torta al rabarbaro
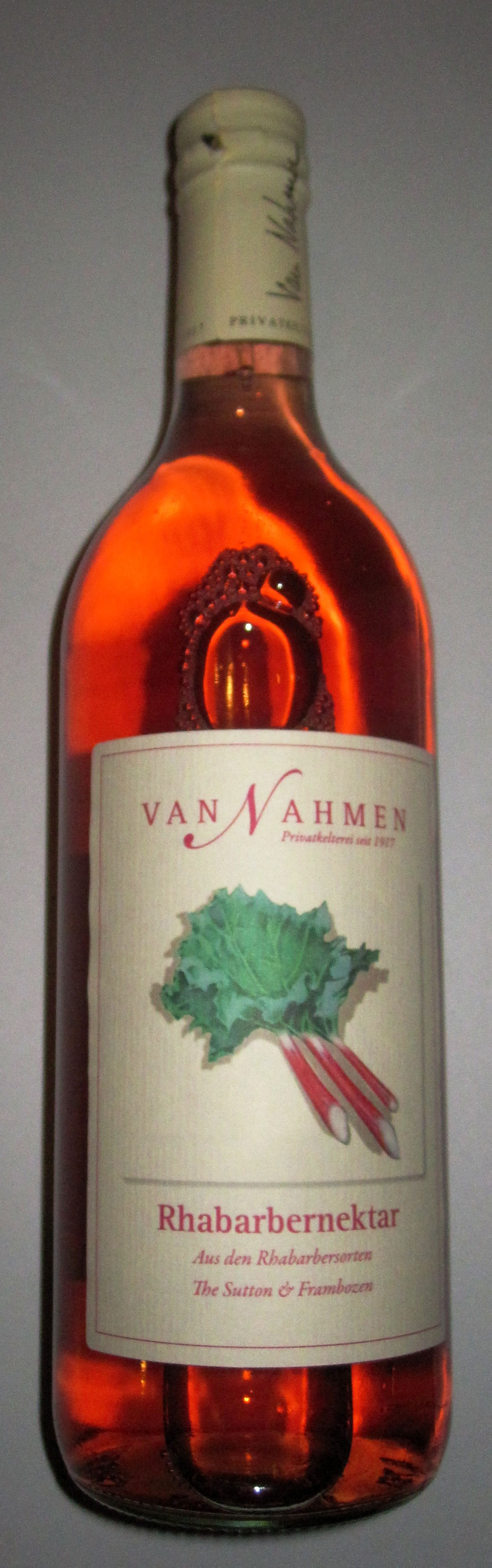
Succo di rabarbaro

## Proprietà officinali
I principi attivi principali contenuti nel rizoma sono composti antrachinonici e antranolici liberi e soprattutto in forma di derivati glucosidici, fra i quali il più importante è la reina. Fra i principi attivi secondari ci sono i tannini.
Il rizoma del rabarbaro è un regolatore delle funzioni digestive. A dosi basse stimola la secrezione gastrica e la secrezione biliare, pertanto ha proprietà aperitive, digestive, depurative del fegato. È inoltre un blando lassativo. A dosi più alte è un efficace lassativo. A dosi eccessive ha invece effetti purgativi negativi, altrimenti è consigliato come lassativo in quanto influenza la motilità del colon irritando le pareti intestinali. Studi clinici attribuiscono al rabarbaro anche una funzione antisettica nei confronti delle infezioni intestinali e, in virtù del contenuto in tannini, di decongestionante nelle irritazioni della mucosa intestinale.
La presenza dei tannini come principio attivo secondario fa sì che il rabarbaro possa essere utilizzato anche come astringente della pelle e delle mucose della cavità orale e nasale e come antibatterico.

## Effetti collaterali
L'uso del rabarbaro deve essere moderato sia nel tempo sia nelle dosi a causa degli effetti collaterali. In generale aumentando l'assunzione si manifestano le proprietà lassative del rabarbaro e le interferenze con alcune funzioni fisiologiche relative all'apparato digerente, al sistema circolatorio, al sistema escretore.
In particolare l'uso del rabarbaro è categoricamente sconsigliato alle donne durante la gravidanza e l'allattamento, ai bambini sotto i due anni d'età, ai malati cronici di affezioni gastro-intestinali (ulcere e coliti), di emorroidi o di calcoli renali.
Infine è sconsigliato l'uso alimentare delle foglie a causa dell'elevato contenuto in acido ossalico, la cui DL50 è di 375 milligrammi per chilogrammo di peso vivo. La raccomandazione non si estende ai piccioli fogliari, che invece hanno un tenore bassissimo in acido ossalico.

## Coltivazione

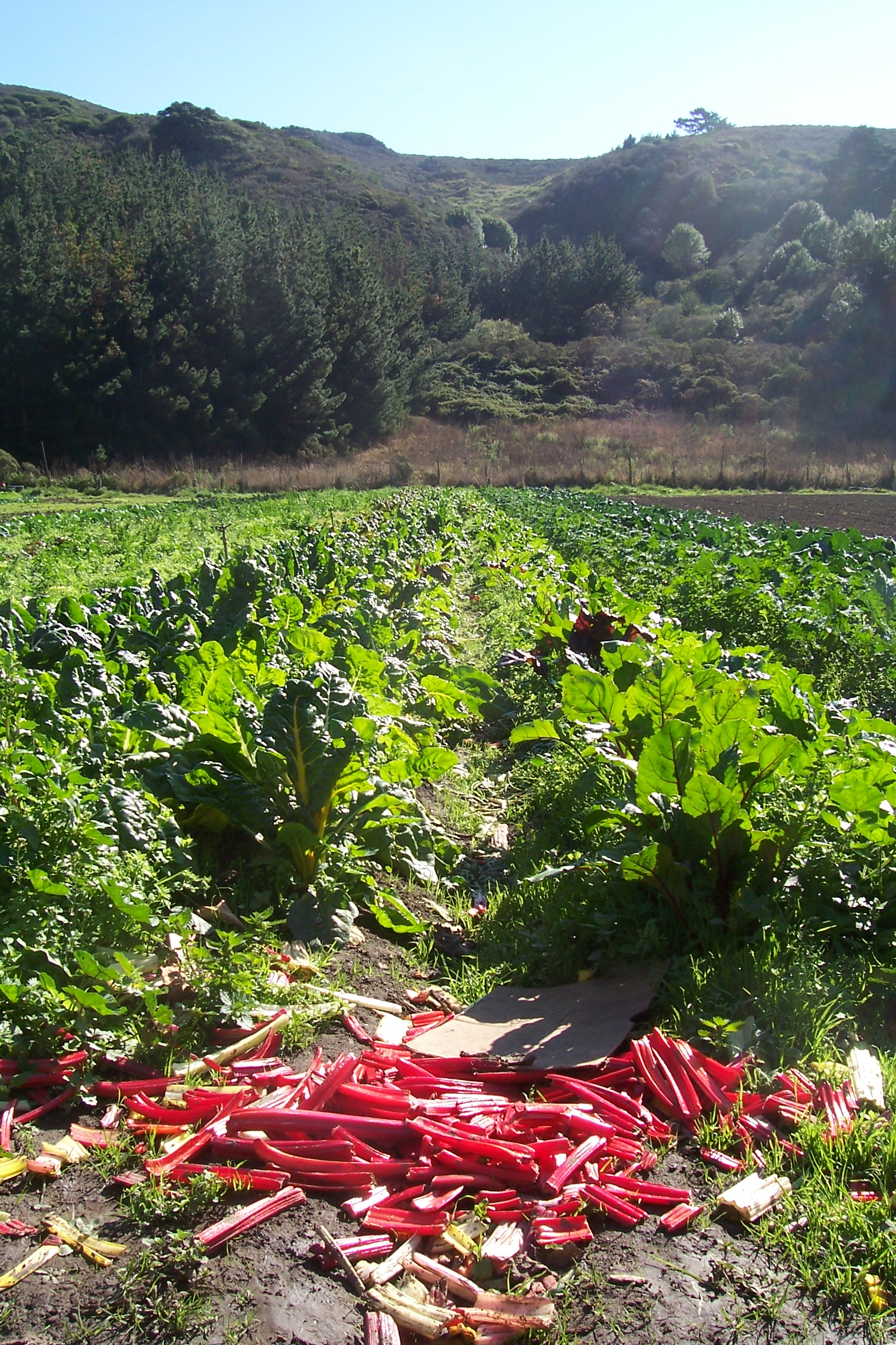
Coltivazione di rabarbaro in California.

Il rabarbaro è coltivato sia come pianta industriale per la produzione dei rizomi, sia come pianta ortiva per l'utilizzazione a scopo alimentare.
In entrambi i casi il ciclo colturale è biennale o poliennale in quanto nel primo anno la pianta ha una modesta vigoria. È una pianta rustica e abbastanza adattabile, tuttavia vegeta bene in terreni freschi, moderatamente umidi, ben dotati di sostanza organica e ben drenati. Predilige i terreni con reazione subacida, neutra o sub-basica poiché si adatta a valori di pH variabili da 6 a 8. È preferibile l'esposizione in piena luce, ma tollera bene anche un certo grado d'ombreggiamento.
Per l'impianto è sconsigliata la semina diretta in pieno campo alla quale va preferito il trapianto utilizzando piante di un anno d'età. Le piante vanno messe a dimora ad una distanza di 80–100 cm lungo la fila e con distanze fra le file in funzione del tipo di meccanizzazione adottato. La messa a dimora si effettua a novembre-dicembre nelle zone a inverno mite o a febbraio-marzo nelle regioni fredde.
La raccolta va fatta al secondo anno d'impianto per quanto riguarda il rizoma, oppure moderatamente anche al primo anno per i piccioli fogliari, avendo cura di lasciare un adeguato numero di foglie per consentire l'attività. L'epoca di raccolta è autunnale per il rizoma e primaverile, da aprile a giugno secondo le zone, per le foglie. In estate vanno asportati gli scapi con le infiorescenze in quanto la fioritura e la fruttificazione sottraggono energie alla pianta penalizzando soprattutto la produzione dei rizomi.
Le scelta della specie dipende dalle condizioni ambientali e dalla facilità di reperimento del materiale di riproduzione. Secondo le zone sono molto usate oltre al Rheum palmatum (Rabarbaro cinese), il Rheum officinale, il Rheum undulatum, il Rheum rhabarbarum. Nei climi caldi va fatta particolare attenzione nella scelta della specie, in quanto molte specie sono adatte a climi continentali con temperature estive non troppo alte. In Sardegna, in pianura, ha dato buoni risultati il Rheum undulatum in termini di rusticità, adattandosi bene a condizioni moderatamente siccitose e all'esposizione al sole.
Gli inglesi hanno inventato un metodo per ottenere gambi di Rabarbaro più succulenti e dolci anche fuori stagione: è la forzatura della pianta di Rabarbaro che viene praticata nel cosiddetto “Triangolo del Rabarbaro” nello Yorkshire. I rizomi del Rabarbaro vengono coltivati in capannoni al buio con una temperatura controllata e poi raccolti a lume di candela. I gambi di Rabarbaro così ottenuti sono di qualità superiore perché, non avendo prodotto clorofilla, tutte le parti verdi del gambo rimangono di colore bianco-rosato e quelle rosse ancora più accentuate. Anche il gambo perde buona parte della sua consistenza fibrosa diventando più tenero e più zuccherino, tanto che lo si può mangiare anche crudo.

## Componenti principali della pianta
- acido crisofanico
- glucosidi antrachinonici
- emodina
- reina glucoreina
- fiscione
- aloe-emodina
- crisofanolo
- eterodiandroni
- sennosidi
- glicosidi
- acido gallico
- catechina
- glucoglannina
- gallotannini
- pectine
- zuccheri
- ossalato di calcio
- amido
- tannini
- ceneri
- flavonidi